# Diócesis de Mbinga
La diócesis de Mbinga (en latín: Dioecesis Mbingaënsis, en inglés: Roman Catholic Diocese of Mbinga y en suajili: Jimbo Katoliki la Mbinga) es una circunscripción eclesiástica de la Iglesia católica en Tanzania. Se trata de una diócesis latina, sufragánea de la arquidiócesis de Songea, que tiene al obispo John Chrisostom Ndimbo como su ordinario desde el 12 de marzo de 2011.

## Territorio y organización
La diócesis tiene 11 400 km² y extiende su jurisdicción sobre los fieles católicos de rito latino residentes en el distrito de Mbinga de la región de Ruvuma.
La sede de la diócesis se encuentra en la ciudad de Mbinga, en donde se halla la Catedral de San Quiliano. 
En 2019 en la diócesis existían 34 parroquias.

## Historia
La diócesis fue erigida el 22 de diciembre de 1986 con la bula Id proprium del papa Juan Pablo II, obteniendo el territorio de la diócesis de Songea. Originalmente era sufragánea de la arquidiócesis de Dar es-Salam.
El 18 de noviembre de 1987 pasó a formar parte de la provincia eclesiástica de la arquidiócesis de Songea.

## Estadísticas
De acuerdo al Anuario Pontificio 2020 la diócesis tenía a fines de 2019 un total de 511 486 fieles bautizados.
| Año                                                                             | Población            | Población | Población      | Sacerdotes | Sacerdotes    | Sacerdotes    | Bautizados por sacerdote | Diáconos permanentes | Religiosos | Religiosos | Parroquias |
| Año                                                                             | Bautizados católicos | Total     | % de católicos | Total      | Clero secular | Clero regular | Bautizados por sacerdote | Diáconos permanentes | Varones    | Mujeres    | Parroquias |
| ------------------------------------------------------------------------------- | -------------------- | --------- | -------------- | ---------- | ------------- | ------------- | ------------------------ | -------------------- | ---------- | ---------- | ---------- |
| 1990                                                                            | 215 511              | 253 000   | 85.2           | 56         | 46            | 10            | 3848                     |                      | 10         | 86         | 19         |
| 1999                                                                            | 289 355              | 395 408   | 73.2           | 64         | 57            | 7             | 4521                     |                      | 10         | 165        | 21         |
| 2000                                                                            | 297 976              | 407 271   | 73.2           | 61         | 55            | 6             | 4884                     |                      | 8          | 183        | 22         |
| 2001                                                                            | 315 011              | 423 561   | 74.4           | 61         | 55            | 6             | 5164                     |                      | 8          | 192        | 22         |
| 2002                                                                            | 332 429              | 437 767   | 75.9           | 58         | 53            | 5             | 5731                     |                      | 7          | 223        | 22         |
| 2003                                                                            | 338 556              | 452 812   | 74.8           | 64         | 58            | 6             | 5289                     |                      | 8          | 200        | 23         |
| 2004                                                                            | 346 712              | 461 579   | 75.1           | 65         | 59            | 6             | 5334                     |                      | 8          | 208        | 24         |
| 2013                                                                            | 506 220              | 606 905   | 83.4           | 60         | 53            | 7             | 8437                     |                      | 7          | 237        | 27         |
| 2016                                                                            | 441 211              | 532 834   | 82.8           | 63         | 56            | 7             | 7003                     |                      | 8          | 237        | 32         |
| 2019                                                                            | 511 486              | 601 748   | 85.0           | 59         | 54            | 5             | 8669                     |                      | 6          | 259        | 34         |
| Fuente: Catholic-Hierarchy, que a su vez toma los datos del Anuario Pontificio. |                      |           |                |            |               |               |                          |                      |            |            |            |

## Episcopologio
- Emmanuel A. Mapunda † (22 de diciembre de 1986-12 de marzo de 2011 retirado)
- John Chrisostom Ndimbo, desde el 12 de marzo de 2011